# Ибердусское сельское поселение
Ибердусское сельское поселение — муниципальное образование (сельское поселение) в Касимовском районе Рязанской области.
Административный центр — село Ибердус.

## Население
| 2010 | 2012 | 2013 | 2014 | 2015 | 2016 | 2017 |
| ---- | ---- | ---- | ---- | ---- | ---- | ---- |
| 1053 | ↘473 | ↗484 | ↗492 | ↘489 | ↘481 | ↘474 |
| 2018 | 2019 | 2020 | 2021 |      |      |      |
| ↘449 | ↘446 | ↘434 | ↗476 |      |      |      |

## Состав поселения
| № | Населённый пункт | Тип населённого пункта       | Население |
| - | ---------------- | ---------------------------- | --------- |
| 1 | Дуброво          | деревня                      | 32        |
| 2 | Ибердус          | село, административный центр | ↘424      |
| 3 | Новики           | деревня                      | 5         |
| 4 | Тимохино         | деревня                      | 18        |
| 5 | Чаруши           | деревня                      | 12        |

## История
Ибердусское сельское поселение образовано в 2006 году из Ибердусского сельского округа.